# Campeonato Brasiliense de Futebol de 2009
O Campeonato Brasiliense de Futebol de 2009, também conhecido por Candangão, foi a 51ª edição do Campeonato Candango e a 33ª edição da era profissional da principal divisão do futebol no Distrito Federal. A competição, que foi organizada pela Federação Brasiliense de Futebol, foi disputada entre 18 de janeiro e 3 de maio por oito equipes do Distrito Federal e Goiás. Os dois finalistas garantiram classificação para a Copa do Brasil de 2010 e o Brasília como representante do Distrito Federal para a Série D de 2009.
O Brasiliense conquistou o hexacampeonato consecutivo, se tornando o primeiro a conseguir tal feito e obtendo a maior sequência de títulos estaduais consecutivos no Centro-Oeste com os títulos ganhos entre 2004 e 2009. O título veio ao derrotar o Brasília em ambos os jogos da final. Por 2–1 no Estádio do CAVE e por 2–0 na Boca do Jacaré.

## Fórmula de disputa
O campeonato foi disputado em três fases. Na primeira fase, as equipes jogaram entre si (todos contra todos) com jogos de ida e volta, sendo que os 4 clubes primeiros colocados passaram para a segunda fase (quadrangular final).
Na segunda fase, os clubes jogaram entre si em jogos de ida e volta. Ao final os dois melhores clubes jogaram a final em jogos de ida e volta. A vantagem na segunda e terceira fase foi definida com base no índice técnico obtido na primeira fase do campeonato.

## Participantes
| Equipe      | Localidade         | Títulos             |
| ----------- | ------------------ | ------------------- |
| Brasília    | Brasília           | 8 (último em 1987)  |
| Brasiliense | Taguatinga         | 5 (último em 2008)  |
| Brazlândia  | Brazlândia         | 0 (não possui)      |
| Ceilândia   | Ceilândia          | 0 (não possui)      |
| Dom Pedro   | Núcleo Bandeirante | 0 (não possui)      |
| Gama        | Gama               | 10 (último em 2003) |
| Legião      | Brasília           | 0 (não possui)      |
| Luziânia    | Luziânia (GO)      | 0 (não possui)      |

## Primeira fase

### Resultados
Para ler a tabela, a linha horizontal representa os jogos da equipe como mandante. A coluna vertical indica os jogos da equipe como visitante.
|             | BSA | BSE | BRZ | CEI | DPE | GAM | LEG | LUZ |
| ----------- | --- | --- | --- | --- | --- | --- | --- | --- |
| Brasília    | —   | 0–2 | 5–1 | 2–2 | 2–1 | 2–0 | 2–1 | 1–0 |
| Brasiliense | 3–0 | —   | 5–0 | 1–0 | 3–2 | 4–0 | 1–1 | 3–0 |
| Brazlândia  | 1–3 | 0–3 | —   | 1–1 | 0–1 | 1–5 | 0–1 | 1–0 |
| Ceilândia   | 2–1 | 1–1 | 4–2 | —   | 1–2 | 1–2 | 1–0 | 2–2 |
| Dom Pedro   | 1–0 | 3–1 | 1–0 | 2–1 | —   | 1–1 | 2–3 | 2–2 |
| Gama        | 1–1 | 1–1 | 1–0 | 1–0 | 1–1 | —   | 2–2 | 0–1 |
| Legião      | 1–3 | 1–2 | 1–0 | 2–0 | 1–2 | 3–4 | —   | 0–0 |
| Luziânia    | 1–0 | 0–2 | 3–3 | 1–2 | 2–1 | 2–1 | 3–2 | —   |

## Segunda fase

### Resultados
Para ler a tabela, a linha horizontal representa os jogos da equipe como mandante. A coluna vertical indica os jogos da equipe como visitante.
|             | BSE | DPE | BSA | GAM |
| ----------- | --- | --- | --- | --- |
| Brasiliense | —   | 5–0 | 2–0 | 1–1 |
| Dom Pedro   | 0–0 | —   | 1–3 | 0–2 |
| Brasília    | 1–0 | 1–2 | —   | 2–0 |
| Gama        | 0–1 | 0–0 | 3–1 | —   |

## Terceira fase (final)

### Primeiro jogo
| 25 de abril | Brasília  | 1 – 2  | Brasiliense                | Estádio do CAVE, Guará                        |
| 16:00       | Chefe 14' | Súmula | Cris 23' · Rodriguinho 69' | Público: 3,532 Árbitro: DF Sandro Meira Ricci |

### Segundo jogo
| 2 de maio | Brasiliense             | 2 – 0  | Brasília | Estádio Boca do Jacaré, Taguatinga                |
| 16:00     | Ailson 43' · Edinho 72' | Súmula |          | Público: 7,620 Árbitro: DF Wilton Pereira Sampaio |

## Campeão
| Campeonato Brasiliense de 2009  |
| ------------------------------- |
| Brasiliense Campeão (6º título) |

## Classificação final
Notas
- D09^  O Brasiliense já estava disputando a Série B 2009 por isso a vaga foi repassada ao Brasília.